# كيم مين جونج
كيم مين جونج (الكورية: 김민정) كاتبة كورية جنوبية.

## عن حياتها
ولدت كيم مين جونج (بالإنجليزية: Kim Min-jeong) في عام 1976 وهي كبرى أخواتها لأسرة مكونة من أربع بنات تسكن مدينة آن تشهون.
حصلت على شهادتها في الكتابة الإبداعية من جامعة جونج إنج وكليتها للدراسات العليا. حصلت على جائزة الكتاب الجدد (آلفنون الادابيه جونج ـ آنج) في عام 1999، وبدات بعدها حياتها المهنية بمشوار يمتد أحد عشر عاما إبتداء من ذلك التاريخ. في البداية بدأت كمحررة للمقالات ثم انتقلت سريعا إلى قسم النشر، ولا زالت تعمل حتي اليوم كمحررة في إحدي شركات النشر. أصدرت أكثر من مئتي عمل في شتي الأطياف الأدبية من شعر وقصص أطفال وروايات وأعمال نثرية ومقالات نقدية. بجانب ذلك فهي تدرس حاليا كتابه الشعر في كليه جونج إنج للدارسات العليا .

## نبذة عن مؤلفاتها
أصدرت الكاتبة كيم مين جونج ديوانين شعريين. نشر الأول في عام 2005 تحت عنوان «معشوقه القنفذ الطائر»، بينما صدر الديوان الثاني لاحقاً في عامآ 2009 بعنوان «وبدأت تشعر للمره الأولى». تتميز كتاباتها الشعرية بالحيوية والصدق وتتناول في أشعارها مختلف المشاعر الإنسانية من الحقد والتقلب الذي يطغى علي صفتي التناغم والاتحاد. لا تهتم في كتاباتها بكشف الظاهر من الواقع ولكنها تغوص إلى بواطن الحياة وصولآ لجوهر الوجود، ولذا فإن بعض النقاد يصنفون قصائدها بانتمائها للسيكو دراما. تركز الألم والمعاناة لتجعلهما في الصدراة، بينما تصر الشخصيات علي السير في طرق كتبتها عليهم مصائرهم ليغدوا فيها بعد إعاده البعث. في ذات الوقت تدافع عما تحس تجسيدا للشعر: وصولا لحريه التعبير. وتحقق ذلك الهدف من خلال استخدام اللغة الصريحه; مهشمه جميع التقاليد والاعراف المتفق عليها في اللغة المكتوبه والمنطوقه. هذه الخصائص تميزها وتجعلها واحده من الممثلين للشعراء الشباب المعاصرين بكوريا. وتتمتع كيم مين جونج بمكانه متميزه في المجال الأدبي وحصلت في عام 2007 على جائزة بارك إن هوا للأدب .
من الممكن ان نلاحظ ظهور كيم مين جونج بشخصيتها من خلال اشعارها. حيث يتكرر ذكر اسمها، حتي ان بعض الشخصيات تتشابه مع المؤلفه في اشياء مثل الطول البالغ 168 سم والوزن البالغ 57 كيلوجرامآ. ويعلق أحد صحفيي جونج انج دايلي المقربين من الشاعره كيم مين جونج قائلا بأن كلمه «متناقضه» هي ادق ما يصف شخصيتها. في الواقع هي شخصيه مرحه ولكنها عاطفيه، لربما يظهر بأنها بريئه وكريمه، لكنها قد تقذف بجمرات كلاميه لو إضطُرت لذلك. وبالمثل، فإن قصائدها ربما كانت مخيفه أحياناً ولربما كانت غريبه، بسيطه أو قاسية. إنها تتخطي الصراع بين الخير والشر، الحقيقة والكذب، من خلال التشبيهات المحطمة مرسومه بصحبه خلفيه لمدينه سيول الكئيبه، غير أنها لا تنس روح التفاؤل والإشراق من خلال معالجه الموضوعات الدنيويه مثل الإمساك، العنف في الفصول، طب النساء، الدعابات الجنسية، إلا أنها تعرض لتلك الموضوعات من خلال أسلوب مميز ومختلف لم يسبق عرضه من قبل، لتتيح للقارئ ان يعيد النظر في تلك الأشياء من وجهه نظر مختلفه. كثيراً ما تلجأ للتلاعب اللفظي في اختيارها لعناوين قصائدها، كقصيدتها 'لمن يطلق عليه أوبا (الاخ)'، و 'نام إن بيون (الخصم) لمن يطلق عليه نام بيون (الزوج)' ومن خلال تلك النماذج يتضح لنا مبادئ النقض والبناء .

## أعمالها
- «مثل ما...»
- «عاشقة الفراشات»
- «قفازان...بدون أصابع»
- «منطقة وانغ شيم ري، تلك الليلة»
- «تأثير غير متوقع»
- «الغميضة في عمق الليل»
- «عدم الرضا عن اسم القصيدة»